# NGC 3256B
NGC 3256B is een balkspiraalstelsel in het sterrenbeeld Zeilen. Het hemelobject ligt in de buurt van NGC 3256, NGC 3256A en NGC 3256C.

## Synoniemen
- ESO 263-39
- MCG -7-22-14
- IRAS10268-4408
- PGC 30867